# Tres Cantos
Tres Cantos és el municipi més jove de la Comunitat de Madrid. Està situat a 23 quilòmetres al nord de Madrid capital, per l'autovia M-607. La seva població és de gairebé 48.000 habitants i una superfície de 38 quilòmetres quadrats. Aquesta població va ser creada a començaments dels anys 70, i es va segregar del municipi de Colmenar Viejo el 21 de març de 1991, passant a ser el municipi número 179 de la Comunitat de Madrid. Els habitants de la Ciutat de Tres Cantos són denominats "tricantins". Dins el terme municipal de Tres Cantos es troba la urbanització Soto de Viñuelas, que és anterior al nucli urbà i la qual abans es deia Colònia Valdecastellanos.
El nom de Tres Cantos prové del nom que rep un vèrtex geodèsic, pròxim als terrenys on es va crear la ciutat.

## Situació
La ciutat està situada a 23 quilòmetres al nord de Madrid. La majoria de la seva població treballa a Madrid o a la zona metropolitana, és a dir, és una "ciutat dormitori". Tot i això, es troba localitzada a la zona natural del Parc Regional de la Conca Alta del Manzanares.
Tres Cantos es divideix en tres "fases" (districtes), segons el procés de construcció d'aquestes. La primera fase està situada al nord, la segona al sud i la tercera voreja la primera fase i la indústria de la ciutat. Tanmateix, aquestes es divideixen en "sectors" (barris, distribuïts en illes amb àmplies zones verdes i separats amb grans avingudes).
La ciutat disposa de l'estació de Tres Cantos de la rodalia de Madrid, pertanyents a la línia C-4.
A més, compta amb una gran xarxa d'autobusos urbans i interurbans, que permeten a la gent de Tres Cantos desplaçar-se dins de la ciutat, a Madrid capital i altres pobles de la zona:
Línies urbanes
| Línea | Recorrido                                             | Operador |
| ----- | ----------------------------------------------------- | -------- |
| L-1   | FF.CC. - Avenida Viñuelas - Avenida Colmenar - FF.CC. | ALSA     |
| L-2   | FF.CC. - Avenida Colmenar - Avenida Viñuelas - FF.CC. | ALSA     |
| L-3   | Soto de Viñuelas - FF.CC. - Soto de Viñuelas          | ALSA     |
| L-4   | Nuevo Tres Cantos - FF.CC.                            | ALSA     |
| L-5   | Nuevo Tres Cantos - Avenida Viñuelas                  | ALSA     |

Línies interurbanes
- 712 : Tres Cantos (per Avenida de los Encuartes) - Plaça de Castilla (Madrid)
- 713 : Tres Cantos (per Avenida del Parque)- Plaça de Castilla (Madrid)
- 716 : Tres Cantos (Soto de Viñuelas) - Plaça de Castilla (Madrid)
- 717 : Nuevo Tres Cantos - Plaça de Castilla (Madrid)
- 721 : Plaça de Castilla (Madrid) - Colmenar Viejo (Carretera de Miraflores) (Passant pels afores de Tres Cantos, a la carretera M-607)
- 722 : Plaça de Castilla (Madrid) - Colmenar Viejo (Avenida del Mediterráneo) (Passant pels afores de Tres Cantos, a la carretera M-607)
- 723 : Plaça de la Estació (Estació de Tres Cantos) - Passeig de la Magdalena amb Passeig de la Ermita de Santa Ana (Colmenar Viejo)
- 724 : Plaça de Castilla (Madrid) - Manzanares el Real - El Boalo (Passant pels afores de Tres Cantos, a la carretera M-607)
- 725 : Plaça de Castilla (Madrid) - Miraflores de la Sierra - Bustarviejo - Valdemanco (Passant pels afores de Tres Cantos, a la carretera M-607)
- 726 : Plaça de Castilla (Madrid) - Guadalix de la Sierra - Navalafuente (Passant pels afores de Tres Cantos, a la carretera M-607)
- 827 : Tres Cantos - Universitat Autónoma - Alcobendas - Canillejas (Madrid). Té parada a la Terminal 4 del Aeroport Adolfo Suárez Madrid-Barajas
- 876 : Plaça de Castilla (Madrid) - Moralzarzal - Collado Villalba (Passant pels afores de Tres Cantos, a la carretera M-607)

Línies interurbanes nocturnes
- N701 : Tres Cantos - Plaça de Castilla (Madrid)
- N702 : Plaça de Castilla (Madrid) - Colmenar Viejo (Passant pels afores de Tres Cantos, a la carretera M-607)

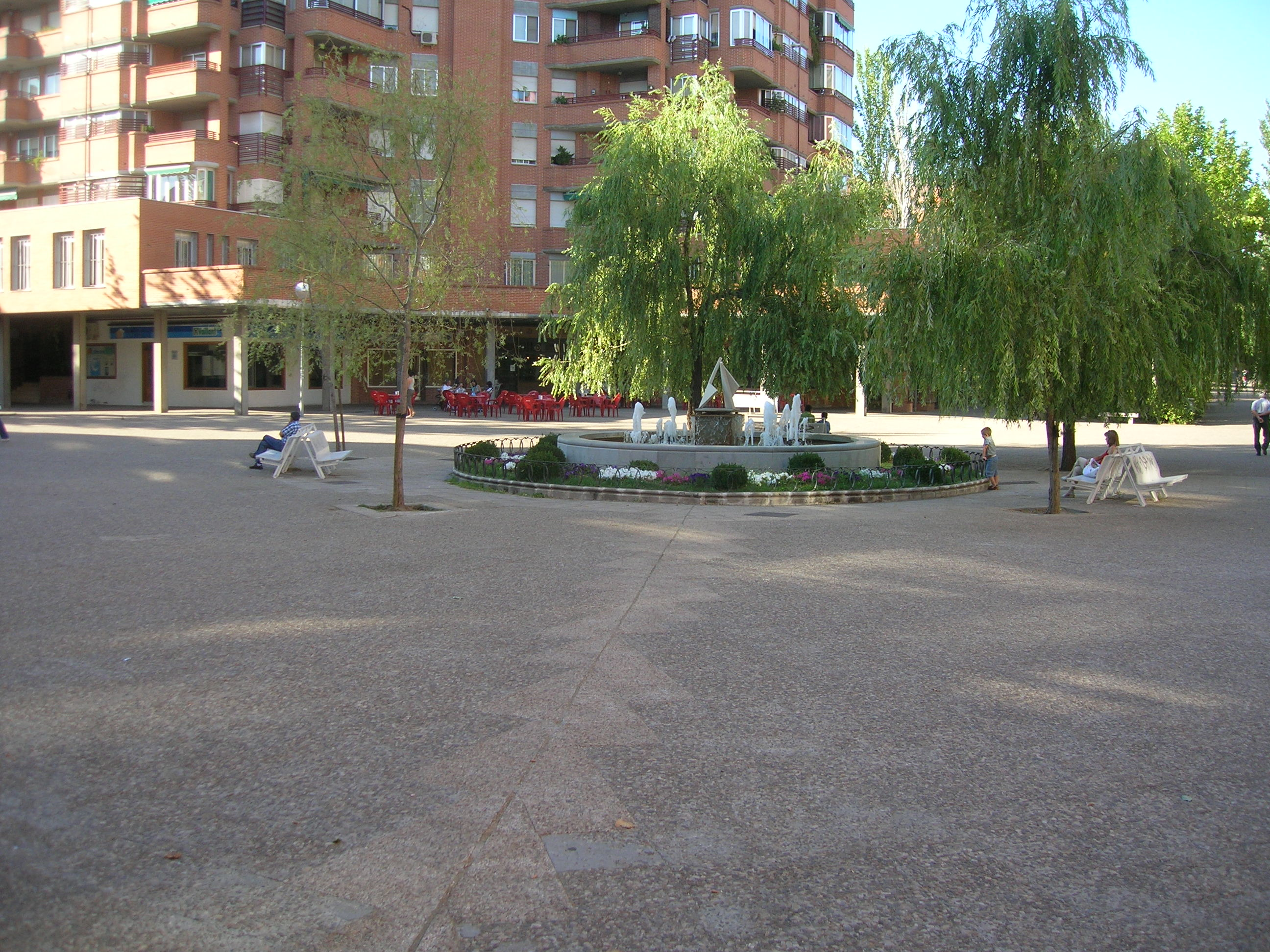
Sector Oficios

## Política
Després de les Eleccions municipals espanyoles de 2007, la corporació municipal queda constituïda de la següent forma:
Resultats municipals de 2007
| Candidatura | Candidatura                                | Regidors |
| ----------- | ------------------------------------------ | -------- |
|             | Partit Popular (PP)                        | 11       |
|             | Partit Socialista de Madrid (PSM-PSOE)     | 8        |
|             | Esquerra Unida (EU)                        | 1        |
|             | Alternativa Popular per Tres Cantos (APTC) | 1        |

## Ciutats Agermanades
- 1995, la daira d'Agüenit al desert del Sàhara.
- 1996, Nejapa al departament de San Salvador, del Salvador.
- 2004, Saint-Mandé municipi de França a la regió Île-de-France, en el departament de Val-de-Marne.

## Serveis

### Centres Educatius
Aquest municipi compta en l'actualitat amb nou centres públics d'ensenyament primari i amb tres d'ensenyament secundari. També compta amb un centre concertat, dos privats i diverses escoles infantils, públiques i una escola privada.
| Centres d'Ensenyança al Municipi de Tres Cantos | Centres d'Ensenyança al Municipi de Tres Cantos | Centres d'Ensenyança al Municipi de Tres Cantos | Centres d'Ensenyança al Municipi de Tres Cantos | Centres d'Ensenyança al Municipi de Tres Cantos | Centres d'Ensenyança al Municipi de Tres Cantos | Centres d'Ensenyança al Municipi de Tres Cantos | Centres d'Ensenyança al Municipi de Tres Cantos | Centres d'Ensenyança al Municipi de Tres Cantos | Centres d'Ensenyança al Municipi de Tres Cantos | Centres d'Ensenyança al Municipi de Tres Cantos |
| ----------------------------------------------- | ----------------------------------------------- | ----------------------------------------------- | ----------------------------------------------- | ----------------------------------------------- | ----------------------------------------------- | ----------------------------------------------- | ----------------------------------------------- | ----------------------------------------------- | ----------------------------------------------- | ----------------------------------------------- |
| Públics de primària                             | Públics de primària                             | C.E.I.P. Enrique Tierno Galván                  | C.E.I.P. Gabriel García Márquez                 | C.E.I.P. Julio Pinto                            | C.E.I.P. Ciudad de Columbia                     | C.E.I.P. Antonio Osuna                          | C.E.I.P. Aldebarán                              | C.E.I.P. Ciudad de Nejapa                       | C.E.I.P. Miguel de Cervantes                    | C.E.I.P. Carmen Iglesias                        |
| Secundària Obligatoria                          | Secundària Obligatoria                          | I.E.S. Antonio López                            | I.E.S. Antonio López                            | I.E.S. Jorge Manrique                           | I.E.S. Jorge Manrique                           | I.E.S. José Luis Sampedro                       | I.E.S. José Luis Sampedro                       | I.E.S. Montserrat Caballé                       | I.E.S. Montserrat Caballé                       |                                                 |
| Centres Concertats                              | Centres Concertats                              | C.C. Nuestra Señora de la Merced                | C.C. Nuestra Señora de la Merced                | C.C. Nuestra Señora de la Merced                | C.C. Nuestra Señora de la Merced                | C.C. Nuestra Señora de la Merced                | C.C. Nuestra Señora de la Merced                | C.C. Nuestra Señora de la Merced                | C.C. Nuestra Señora de la Merced                | C.C. Nuestra Señora de la Merced                |
| Centres privats                                 | Centres privats                                 | Col·legi Pinosierra                             | Col·legi Pinosierra                             | Col·legi Pinosierra                             | Col·legi Pinosierra                             | King's College Madrid                           | King's College Madrid                           | King's College Madrid                           | King's College Madrid                           | King's College Madrid                           |